# Ніколає Гуменний
Ніколає Гуменний (Nikolae Gumenniy) (1947) — молдовський дипломат. Надзвичайний і Повноважний Посол Молдови в Україні. (2008–2010).

## Біографія
Народився в 1947 році. Має економічну та юридичну освіту.
З 1998 року працює в урядових структурах Республіки Молдова.
З 2000 по 2003 рр. — директор департаменту приватизації.
З 2003 по 2005 рр. — заступник директора митної служби Республіки Молдова.
З 2005 по 2008 рр. — очолив апарат уряду Республіки Молдова.
З 15.10.2008 — Надзвичайний і Повноважний Посол Молдови в Києві (Україна)
21.01.2009 — вручив вірчі грамоти Президенту України Віктору Ющенку.